# Urbie Green
Urbie Green (Mobile, 1926. augusztus 8. – Hellertown, Pennsylvania, 2018. december 31.) amerikai harsonás. Mások mellett Woody Herman, Gene Krupa, Jan Savitt és Frankie Carle turnéin szerepelt. Több mint 250 felvételen szól a harsonája, szólistaként több mint két tucat albumot adott ki. 1995-ben bekerült az Alabama Jazz Hall of Fame-be.

## Pályafutása
Az alabamai Mobile-ban született. Gyermekkorában édesanyja tanította zongorázni. A kezdettől fogva a dzsesszt és a populáris zenét tanult. Nagyjából 12 éves korában kezdett  harsonázni, mert mindkét idősebb testvére is azon játszott. Bár sokat hallgatta Tommy Dorsey, JC Higginbotham, Jack Jenney, Jack Teagarden, Trummy Young harsonáját, Dizzy Gillespie, Charlie Parker és Lester Young muzsikája ragadta igazán meg.
Saját stílusa kialakulására Perry Como és Louis Armstrong éneklése is nagy hatással volt.
Édesapja halála után (akkor 15 éves volt) kezdte zenei karrierjét Tommy Reynoldsnál, majd Bob Strongnál, Jan Savittnál és Frankie Carle-nél. 1947-ben csatlakozott Gene Krupa zenekarához. Három évvel Jack később bátyjával együtt tagok lettek Woody Herman zenekarának.
1953-ban New Yorkba költözött, és egy év múlva a Down Beat kritikusai az év új harsonásává választották. Az 1950-es és 1960-as években Benny Goodman zenekarával turnézott, aztán Tommy Dorsey zenekarát vezette.
Élete utolsó éveiben minden szeptemberben a Delaware Water Gap Celebration of the Arts fesztiválon játszott.

## Albumok
- Urbie Green Septet 10-inch album (Blue Note 1954)
- Urbie Green And His Band 10-inch album (Vanguard 1954)
- A Cool Yuletide 10-inch album (X 1954)
- East Coast Jazz/6 (Bethlehem 1955)
- Blues And Other Shades Of Green (ABC-Paramount 1956)
- Best Of The New Broadway Show Hits (RCA Victor 1957)
- All About Urbie Green (ABC-Paramount 1956)
- Let’s Face The Music And Dance (RCA Victor 1958)
- The Persuasive Trombone Of Urbie Green (Command 1960)
- The Persuasive Trombone Of Urbie Green Volume 2 (Command 1962)
- And His 6-Tet (Command 1963

- 21 Trombones (Project 3 1968)

- 21 Trombones Volume 2 (Project 3 1968)
- Green Power (Project 3 1970)
- Bein’ Green (Project 3 1972)
- The Fox (CTI 1976)
- Senor Blues (CTI 1977)
- Live At Rick’s Café Americain (1978)
- The Message (Fresh Sound 1988)
- Sea Jam Blues 1995 recording (Chiaroscuro 1998)

## Díjak, elismerések
- 1959: Grammy-díj jelölés: Best Of New Broadway Show Hits (Album)
- 1995: Alabama Jazz Hall of Fame

## Filmek
Urbie Green az Internet Movie Database oldalon (angolul)